# Strangalia bicolorella
Strangalia bicolorella är en skalbaggsart som beskrevs av Chemsak 1969. Strangalia bicolorella ingår i släktet Strangalia och familjen långhorningar. Inga underarter finns listade i Catalogue of Life.